# SCIM

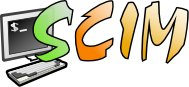
Logo SCIM

SCIM là từ viết tắt của cụm từ Tiếng Anh Smart Common Input Method, có nghĩa là hệ thống nhập liệu chung thông minh. SCIM là một nền tảng hỗ trợ các phương thức nhập liệu, hay còn gọi là bộ gõ, hỗ trợ nhiều phương thức nhập liệu khác nhau cho các hệ điều hành kiểu POSIX, bao gồm Linux và BSD.
SCIM là một nền tảng lập trình giúp giảm thời gian phát triển phần mềm cung cấp phương thức nhập liệu. Nó sử dụng kiến trúc rõ ràng nhưng vẫn cung cấp một giao tiếp lập trình mạnh mẽ.
SCIM được viết bằng ngôn ngữ C++. Nó trừu tượng hóa các phương thức nhập liệu vào các class đơn giản và độc lập. Với giao tiếp lập trình này, các nhà phát triển có thể tạo ra các phương thức nhập liệu nhanh và dễ dàng hơn.

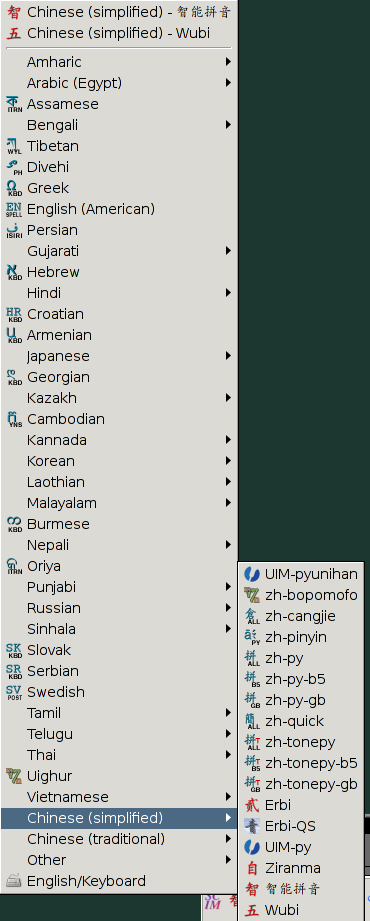
some of the input methods managed by SCIM

## Hỗ trợ nhập liệu tiếng Việt
SCIM hỗ trợ các phương thức nhập liệu tiếng Việt qua dự án m17n, bao gồm 3 phương thức nhập liệu cơ bản TELEX, VNI, VIQR. Nhiều phương thức nhập liệu tiếng Việt khác như nhập chữ Hán và chữ Nôm cũng bao gồm trong m17n, do các nhà phát triển khác đóng góp.